# بولاموناوية
البولاموناوية (الاسم العلمي: Polemonieae) هي قبيلة من النباتات تتبع فصيلة البولامونية من الرتبة الخلنجيات.

## أجناس البولاموناوية
- البولامون
- القبس